# Rio São João (vattendrag i Brasilien, Paraná, lat -23,82, long -53,98)
Rio São João är ett vattendrag i Brasilien.   Det ligger i delstaten Paraná, i den södra delen av landet, 1 100 km sydväst om huvudstaden Brasília.
Trakten runt Rio São João består i huvudsak av gräsmarker. Runt Rio São João är det ganska glesbefolkat, med 34 invånare per kvadratkilometer.